# Wanted (The Best Collection)
| Recensione | Giudizio |
| ---------- | -------- |
| Rockol     |          |

Wanted (The Best Collection) è una raccolta di Zucchero Fornaciari, pubblicata il 3 novembre 2017, in occasione dei 35 anni di carriera del cantante.
Per promuovere la raccolta si è svolto il Wanted - Un'altra storia Tour nel 2018.

## Il disco

### Copertina
La copertina del cofanetto presenta un ritratto di Zucchero realizzato dal fotografo austriaco Stefan Sappert. La fotografia, in contrasto con la copertina del primo singolo estratto Un'altra storia, ha ispirato Zucchero nella scelta del titolo della raccolta, essendo raffigurato come un ricercato. L'immagine è altresì iconica della cultura western, ed accostata dal cantante reggiano al ritratto di Billy the Kid che ha ispirato vari film, tra cui Pat Garrett e Billy Kid di Sam Peckinpah.

### Contenuto
La raccolta è stata pubblicata in tre edizioni: standard, super deluxe e 2CD.

L'edizione standard contiene una raccolta dei migliori brani di Zucchero organizzati in 3 CD relativi ad altrettanti periodi della sua carriera, ed un DVD con la registrazione dei concerti del Black Cat World Tour all'Arena di Verona, oltre ad un docufilm. Nell'edizione super deluxe si aggiungono 7 CD, uno dei quali ripubblicato in edizione doppio vinile con il titolo Wanted - Duets & Rarities, con ulteriori contenuti e rarità, in studio e live, relativi alla carriera del bluesman reggiano, ed un LP, con i brani Una carezza e I tempi cambieranno. Questo cofanetto racchiude, inoltre, riproduzioni di appunti autografi di Zucchero a proposito di canzoni, scalette dei tour, impressioni personali e le lettere ricevute da parte di Bono, Sting e altri colleghi.

Nella raccolta si trovano alcuni brani del tutto inediti: il primo singolo estratto Un'altra storia, Allora canto, ballata fortemente autobiografica prodotta da T Bone Burnett, e il cui video è stato pubblicato in versione live acustica il 25 settembre 2018, la bluesy Speng the Light, prodotta da Don Was, la cover live di Long as I Can See the Light dei Creedence Clearwater Revival e Veo negro, versione spagnola di Vedo nero. Inedito è anche il contributo video dei concerti all'Arena di Verona e quello audio degli stessi, fatta eccezione per i brani già pubblicati in Black Cat Deluxe Edition e Black Cat Live.
Il 14 novembre 2017, su Canale 5, è andato in onda il programma televisivo Zucchero – Wanted Tutta un’altra storia, che racchiude una sintesi dei contenuti del DVD della raccolta. Lo show è stato poi riproposto il 12 agosto 2018. Il 30 settembre 2019 il documentario Zucchero: nudo e crudo è stato proiettato al festival del cinema a tematica musicale Seeyousound di Bologna.

## Tracce

### Edizione standard
CD1 (Best of 85-90)
1. Overdose (d'amore) – 5:24
2. Con le mani – 4:42
3. Dune mosse – 5:32
4. Diamante – 5:45
5. Donne – 3:35
6. Non ti sopporto più – 4:39
7. Rispetto – 5:04
8. Hey Man – 4:30
9. Come il sole all'improvviso – 3:56
10. Solo una sana e consapevole libidine salva il giovane dallo stress e dall'Azione Cattolica – 4:52
11. Il mare impetuoso al tramonto salì sulla luna e dietro una tendina di stelle... – 3:55
12. Un piccolo aiuto – 3:29
13. Senza una donna – 4:26
14. Madre dolcissima – 7:17
15. Diavolo in me – 4:03
16. Hai scelto me – 2:26

Durata totale: 73:35
CD2 (Best of 90-05)
1. X colpa di chi? – 3:14
2. Baila (Sexy Thing) – 4:06
3. Indaco dagli occhi del cielo (feat. Vanessa Carlton & Haylie Ecker) – 3:57
4. Il volo – 4:19
5. Blu – 5:46
6. Rossa mela della sera – 5:05
7. Menta e rosmarino – 5:21
8. Ahum – 4:42
9. Ridammi il sole – 4:05
10. Dindondio – 4:27
11. It's All Right (La promessa) – 5:27
12. Puro amore – 3:29
13. Eccetera eccetera – 5:29
14. Scintille – 5:14
15. Così celeste (feat. New Orleans Gospel Choir) – 4:50
16. Miserere (feat. Luciano Pavarotti) – 4:14

Durata totale: 73:45
CD3 (Best of 05-18)
1. Un'altra storia – 4:28 (testo: Zucchero – musica: Zucchero, Robyx) – inedito
2. Allora canto – 3:19 (Zucchero) – inedito
3. Speng the Light – 3:53 (Zucchero) – inedito
4. Partigiano reggiano – 3:00
5. 13 buone ragioni – 3:29
6. Ci si arrende (feat. Mark Knopfler) – 3:57
7. Voci (Namanama Version) – 3:46
8. Vedo nero – 3:53
9. Chocabeck – 4:42
10. Occhi – 3:39
11. È delicato – 3:32
12. Love Is All Around – 4:05
13. È un peccato morir – 3:41
14. Un kilo – 3:32
15. Alla fine – 3:43
16. Bacco perbacco – 3:57
17. Amen – 4:01
18. Un soffio caldo – 5:02
19. Il suono della domenica – 3:36
20. Long as I Can See the Light (live at Arena Verona 2016) – 4:01 (John Fogerty) – cover inedita, bonus track download e streaming

Durata totale: 77:16
DVD (Live @ Arena 25.09.2016)
1. Partigiano reggiano
2. 13 buone ragioni
3. Ti voglio sposare
4. Ci si arrende
5. Ten More Days
6. Hey Lord
7. L'anno dell'amore
8. Fatti di sogni
9. Voci
10. Vedo nero
11. Baila (Sexy Thing)
12. Long as I Can See the Light
13. Un soffio caldo
14. Iruben Me
15. Miserere
16. Così celeste
17. X colpa di chi?
18. Diavolo in me
19. Senza una donna (Without a Woman) (feat. Paul Young)
20. Solo una sana e consapevole libidine salva il giovane dallo stress e dall'Azione Cattolica

- Docufilm

### Edizione super deluxe
I contenuti non presenti nell'edizione standard sono i seguenti.
CD4 (Best of Live)
1. Long as I Can See the Light (live at Arena Verona 2016) – 4:01 (John Fogerty) – cover inedita
2. L’amore è nell’aria (live 2008)
3. Tutti i colori della mia vita (live 2008)
4. Cuba libre (live In Havana, Cuba / 2012)
5. Nena (live In Havana, Cuba / 2012)
6. Pana (live In Havana, Cuba / 2012)
7. Nel così blu (live 2008)
8. Quanti anni ho (live 2008)
9. Guantanamera (Guajira) (live In Havana, Cuba / 2012)
10. Pippo (live 2008)
11. Hey Man (feat. Eric Clapton) (live at the Royal Albert Hall Remastered 2017)
12. Hi-De-Ho (live 2008)
13. Wonderful Life (live 2008)
14. L’urlo (live In Havana, Cuba / 2012)
15. Madre dolcissima (feat. Brian May) (live at the Royal Albert Hall Remastered 2017)
16. Sabor a ti (live In Havana, Cuba / 2012)

CD5 (Best of Spanish)
1. Menta y romero
2. Diamante
3. Blu (Lo que sueño) (feat. Rosana)
4. Dame mi sol
5. Venus y baco
6. Asì celeste
7. El vuelo
8. Veo negro (testo: Zucchero, Mimmo Cavallo, M. Ortiz Martin – musica: Zucchero, Mimmo Cavallo) – inedito
9. Baila morena
10. Pan salado
11. Senza una donna
12. Hasta el fondo
13. Guantanamera (feat. Bebe)
14. Solo una sana y consabida libido salva al joven del stress y de la Accion Catolica!
15. El diablo en mi
16. Por culpa de quien?
17. Hechos de sueños (feat. Alejandro Sanz)

CD6 (Best of English)
1. Blue
2. Turn the World Down
3. Someone Else’s Tears
4. Streets of Surrender (S.O.S.) (feat. Mark Knopfler)
5. Miss Mary
6. You’re Losing Me
7. The Promise
8. Flying Away
9. Feels Like a Woman
10. Thin Air
11. My Love
12. She’s My Baby
13. Life
14. Everybody's Got to Learn Sometime (feat. Vanessa Carlton & Haylie Ecker)
15. I Won’t Be Lonely Tonight
16. Never Is a Moment
17. Ten More Days

CD7 (Best of Duets & Rarities)
1. Wonderful World (feat. Eric Clapton)
2. Who Will the Next Fool Be? (feat. Mark Knopfler)
3. Send Me an Angel (feat. Scorpions & Berliner Philharmoniker)
4. Las palabras de amor (feat. Queen) (live at Wembley Stadium, London / 1992)
5. Let the Good Times Roll (feat. B.B. King)
6. Un piccolo aiuto (feat. Gérard Depardieu)
7. Imagine (feat. Randy Crawford & Vivaldi Orchestra Moskow) (live at the Kremlin)
8. Everybody's Got to Learn Sometime (feat. Queen & Sharon Corr) (live at 46664 Cape Town South Africa)
9. Mama Get Real (feat. Mousse T.) (Remix English Single)
10. Va pensiero (feat. Sinéad O'Connor)
11. Il libro dell’amore (feat. 2Cellos)
12. Sei di mattino
13. White Christmas
14. Anytime
15. Ho visto Nina volare (live at Faber, amico fragile, Genova / 2000)
16. Sympathy

CD8 (Zu & Co.)
1. Dune mosse (feat. Miles Davis) – 5:45
2. Muoio per te (feat. Sting) – 3:23
3. Indaco dagli occhi del cielo (feat. Vanessa Carlton & Haylie Ecker) – 4:04 (testo: Zucchero – musica: J. Warren)
4. Il grande Baboomba (feat. Mousse T.) – 3:21 (testo: Zucchero – musica: Zucchero, Mousse T.)
5. Like the Sun (From Out of Nowhere) (feat. Macy Gray & Jeff Beck) – 3:56
6. Baila morena (feat. Maná) – 4:06
7. Ali d'oro (feat. John Lee Hooker) – 4:57
8. Blue (feat. Sheryl Crow) – 4:49
9. Pure Love (feat. Dolores O'Riordan) – 3:28
10. Wonderful World (feat. Eric Clapton) – 4:45
11. Pippo (Nasty Guy) (feat. Tom Jones) – 3:53
12. Hey Man (Sing a Song) (feat. B.B. King) – 4:38
13. Il volo (The Flight) (feat. Ronan Keating) – 4:49
14. Così celeste (feat. Cheb Mami) – 4:43
15. Diavolo in me (A Devil in Me) (feat. Solomon Burke) – 4:00
16. Senza una donna (Without a Woman) (feat. Paul Young) – 4:31
17. Il mare impetuoso al tramonto salì sulla luna e dietro una tendina di stelle... (feat. Brian May) – 3:56
18. Miserere (feat. Luciano Pavarotti & Andrea Bocelli) – 4:14

CD9 (Live @ Arena 25.09.2016)
1. Partigiano reggiano (with Extended Intro La solitudine) – 3:39
2. 13 buone ragioni – 3:27
3. Ti voglio sposare – 3:24
4. Ci si arrende – 4:02
5. Ten More Days – 3:18
6. L'anno dell'amore – 4:57
7. Hey Lord – 4:02
8. Fatti di sogni – 3:36
9. La tortura della Luna – 3:44
10. Love Again – 4:02
11. Terra incognita – 4:20
12. Voci – 3:42
13. È un peccato morir
14. Vedo nero
15. Baila
16. Long as I Can See the Light
17. Un soffio caldo
18. Il suono della domenica

CD10 (Live @ Arena 25.09.2016)
1. Chocabeck
2. L’urlo
3. Il mare impetuoso al tramonto salì sulla luna e dietro una tendina di stelle
4. Iruben Me
5. Senza una donna (Without a Woman) (feat. Paul Young)
6. Miserere (feat. Luciano Pavarotti)
7. Con le mani
8. Solo una sana e consapevole libidine salva il giovane dallo stress e dall'azione cattolica
9. Overdose (d’amore)
10. Diamante
11. Così celeste
12. Il volo
13. X colpa di chi?
14. Diavolo in me
15. Hai scelto me

LP
Lato A
1. Una carezza

Lato B
1. I tempi cambieranno

### Edizione 2CD
Questa edizione è stata pubblicata unicamente per il circuito autogrill.
CD1
1. Un'altra storia – 4:28 (testo: Zucchero – musica: Zucchero, Robyx) – inedito
2. Allora canto – 3:19 (Zucchero) – inedito
3. Overdose (d'amore) – 5:52
4. Con le mani – 4:42
5. Dune mosse – 5:32
6. Diamante – 5:45
7. Donne – 3:35
8. Non ti sopporto più – 4:39
9. Rispetto – 5:04
10. Hey Man – 4:30
11. Come il sole all'improvviso – 3:56
12. Solo una sana e consapevole libidine salva il giovane dallo stress e dall'Azione Cattolica – 4:52
13. Il mare (impetuoso al tramonto salì sulla luna e dietro una tendina di stelle...) – 3:55
14. Un piccolo aiuto – 3:29
15. Senza una donna – 4:26
16. Diavolo in me – 4:03
17. Hai scelto me – 2:26

Durata totale: 74:33
CD2
1. Speng the Light – 3:53 (Zucchero) – inedito
2. Vedo nero – 3:53
3. Baila – 4:06
4. Indaco dagli occhi del cielo (feat. Vanessa Carlton) – 3:57
5. Il volo – 4:19
6. Un kilo – 3:32
7. Partigiano reggiano – 3:00
8. 13 buone ragioni – 3:29
9. Ci si arrende (feat. Mark Knopfler) – 3:57
10. Menta e rosmarino – 5:21
11. Blu – 5:46
12. Bacco perbacco – 3:57
13. Occhi – 3:39
14. Così celeste (feat. New Orleans Gospel Choir) – 4:50
15. Chocabeck – 4:42
16. Per colpa di chi – 3:14
17. Miserere (feat. Luciano Pavarotti) – 4:14

Durata totale: 69:49

### Edizione spagnola
Digitale
Questa edizione è stata pubblicata il 7 agosto 2020 unicamente per il download digitale e lo streaming, con il titolo Wanted (Spanish Greatest Hits).
1. Baila morena – 4:06
2. Blu (Lo que sueño) (feat. Rosana) – 5:48
3. Diamante – 5:43
4. El diablo en mi – 4:03
5. El vuelo – 5:30
6. Hasta el fondo – 4:43
7. Menta y romero – 5:20
8. Pan salado – 5:12
9. Por culpa de quien? – 3:13
10. Pronto (Que bueno està) – 3:59
11. Eligéme – 2:27
12. Solo una sana y consabida libido salva al joven del stress y de la Accion Catolica! – 4:53
13. Venus y baco – 3:57
14. Veo negro – 3:53
15. No seré yo – 4:37
16. Aromas perdidos – 4:46
17. Cuba libre (Mi amor) – 3:31
18. Guantanamera (feat. Bebe) – 3:49
19. Asì celeste – 4:50
20. Hechos de sueños (feat. Alejandro Sanz) – 3:36
21. Pero no te amo – 5:08
22. Dame mi sol – 4:14
23. Senza una donna (Estoy bien asi) – 4:26
24. Una rosa blanca (live In Havana, Cuba) – 0:40
25. Pana (live In Havana, Cuba) – 3:52
26. Nena (live In Havana, Cuba) – 4:45

Vinile
Questa edizione è stata pubblicata l'11 giugno 2021 in edizione limitata in occasione del Record Store Day.
LP1
Lato A
1. Baila morena – 4:06
2. Blu (Lo que sueño) (feat. Rosana) – 5:48
3. Diamante – 5:43
4. El diablo en mi – 4:03

Lato B
1. El vuelo – 5:30
2. Hasta el fondo – 4:43
3. Hechos de sueños (feat. Alejandro Sanz) – 3:36
4. Veo negro – 3:53

LP2
Lato A
1. Venus y baco – 3:57
2. Guantanamera (feat. Bebe) – 3:49
3. Asì celeste – 4:50
4. Por culpa de quien? – 3:13

Lato B
1. Menta y romero – 5:20
2. Senza una donna (Estoy bien asi) – 4:26
3. Dame mi sol – 4:14
4. Solo una sana y consabida libido salva al joven del stress y de la Accion Catolica! – 4:53
5. Eligéme – 2:27

## Successo commerciale
Nel giorno della sua pubblicazione, l'edizione standard della raccolta debutta alla prima posizione degli album più venduti su iTunes, rimanendovi per due settimane. Per effetto di questo risultato, nella prima settimana di pubblicazione esordisce al terzo posto della Classifica FIMI Album, nuova entrata più alta della settimana. Inoltre l'album esordisce quindicesimo in Svizzera, centosettantanovesimo in Belgio (Vallonia).
L'album è risultato essere il cinquantesimo più venduto in Italia nel 2017, e il novantacinquesimo nel 2018.

## Classifiche

### Classifiche settimanali
| Classifica (2017) | Posizione massima |
| ----------------- | ----------------- |
| Austria           | 20                |
| Belgio (Fiandre)  | 113               |
| Belgio (Vallonia) | 108               |
| Croazia           | 13                |
| Germania          | 94                |
| Italia            | 3                 |
| Svizzera          | 15                |

### Classifiche di fine anno
| Classifica (2017) | Posizione |
| ----------------- | --------- |
| Italia            | 50        |
| Classifica (2018) | Posizione |
| Italia            | 95        |